# Harda (distrikt)
Harda är ett distrikt i Indien.   Det ligger i delstaten Madhya Pradesh, i den centrala delen av landet, 700 km söder om huvudstaden New Delhi. Antalet invånare är 570 465.
Följande samhällen finns i Harda:
- Harda
- Khirkiān
- Sīrāli